# Trox penicillatus
Trox penicillatus är en skalbaggsart som beskrevs av Fahraeus 1857. Trox penicillatus ingår i släktet Trox och familjen knotbaggar. Inga underarter finns listade i Catalogue of Life.